# ミュージカル・新テニスの王子様
ミュージカル『新テニスの王子様』（ミュージカル・しんテニスのおうじさま）は、ジャンプスクエア（集英社刊）にて連載されている許斐剛による少年漫画『新テニスの王子様』を舞台化したミュージカル （通称・新テニミュ）。

## 概要
『テニスの王子様』のミュージカル版は2003年よりこれまで4シーズン制作されていたが、本作はその続編となる『新テニスの王子様』の舞台版である。一部キャストは『ミュージカル・テニスの王子様4thシーズン』と共通している。

## 公演リスト
ミュージカル『新テニスの王子様』The First Stage
2020年12月12日 - 24日 日本青年館ホール
2020年12月29日 - 2021年1月10日 メルパルクホール大阪
2021年2月5日 - 14日 日本青年館ホール
ミュージカル『新テニスの王子様』The Second Stage
2022年1月28日 - 2月6日 KAAT神奈川芸術劇場 ホール
2022年2月11日 - 20日 TOKYO DOME CITY HALL
2022年2月25日 - 27日 メルパルクホール大阪
ミュージカル『新テニスの王子様』Revolution Live 2022
2022年10月6日 - 10日 幕張メッセ 幕張イベントホール
ミュージカル『新テニスの王子様』The Third Stage
2023年10月6日 - 15日 TOKYO DOME CITY HALL
2023年10月20日 - 29日 メルパルクホール大阪
2023年11月3日 - 12日 TACHIKAWA STAGE GARDEN
ミュージカル『新テニスの王子様』The Fourth Stage
2024年8月9日 - 18日 日本青年館ホール
2024年8月23日 - 25日 一宮市民会館
2024年8月30日 - 9月8日 SkyシアターMBS
2024年9月13日 - 23日 日本青年館ホール
ミュージカル『新テニスの王子様』The Fifth Stage
2025年10月3日 - 13日 Kanadevia Hall
2025年10月18日 - 26日 SkyシアターMBS
2025年10月31日 - 11月2日 土岐市文化プラザ サンホール
2025年11月7日 - 16日 Kanadevia Hall

## キャスト

### 中学選抜メンバー
- 越前リョーマ - 今牧輝琉
- 手塚国光[注 1] - 山田健登 / 手島章斗
- 桃城武 - 寶珠山駿
- 橘桔平 -  GAKU
- 跡部景吾 - 高橋怜也
- 切原赤也 - 前田隆太朗 / 古川流唯
- 白石蔵ノ介 - 武本悠佑
- 千歳千里 - 松島博毅
- 遠山金太郎 - 平松來馬
- リリアデント蔵兎座 - 新谷デイビッド
- 亜久津仁 - 益永拓弥
- 真田弦一郎 - 吉田共朗
- 仁王雅治 - 蔵田尚樹 / 内海太一
- 丸井ブン太 - 川本光貴
- 木手永四郎 - 長塚拓海
- 不二周助 - 持田悠生
- 幸村精市 - 藤田浩太朗
- 柳蓮二 - 梶田拓希

### U-17選抜メンバー
- 徳川カズヤ - 小野健斗
- 鬼十次郎 - 岡本悠紀
- 入江奏多 - 相葉裕樹 / 泰江和明（Wキャスト）
- 中河内外道 - チャンヘ
- 大和祐大 - 松島勇之介
- 都忍 - 鈴木凌平 / 宮垣祐也
- 松平親彦 - 田内季宇
- 鈴木惷 - 高橋駿一
- 鷲尾一茶 - 釣本南 / YUKI
- 平等院鳳凰 - 佐々木崇 / 藤田玲
- 種ヶ島修二 - 秋沢健太朗
- デューク渡邊 - 大久保圭介
- 越前リョーガ[注 2] - 井澤勇貴
- 大曲竜次 - 畠山遼
- 君島育斗 - 樫澤優太 / 星野勇太
- 遠野篤京 - 輝馬
- 越知月光 - 楚南慧
- 毛利寿三郎 - 丸山龍星

### ドイツ代表
- ユルゲン・バリーサヴィチ・ボルク - ザック・コバヤシ
- Q・P - パース・ナクン（幼少期：トレン P / クーチン埜亜）
- ミハエル・ビスマルク - バーンズ勇気
- エルマー・ジークフリート - チャーリー
- ダンクマール・シュナイダー -  冨森ジャスティン
- ベルティ・B・ボルク - ハルバーソン太陽
- A・フランケンシュタイナー - JAY

### フランス代表
- トリスタン・バルドー - 鮎川太陽
- ティモテ・モロー - ジェレミー・クロディス
- オジュワール・ドロン - 才川コージ
- プランス・ルドヴィック・シャルダール - DION
- エドガー・ドラクロワ - ロマ・トニオロ
- ジョナタン・サン・ジョルジュ - 胡凛ウィリアムズ

### アメリカ代表
- ラルフ・ラインハート - ルーク・ヨウスケ・クロフォード
- ドゥドゥ・オバンドゥー - ジョエル・ショウヘイ
- キコ・バレンティン - 乃本セイラ

### スペイン代表
- アントニオ・ダ・メダノレ - 當間ローズ
- フリオ・ロマン ‐ 古谷大和
- マルス・デ・コロン - Toki
- シルバ・セラ・バンビエーリ - Alec
- ロミオ・フェルナンデス - Sion
- セダ - 湊丈瑠

### コーチ
- 黒部由紀夫 - 村上幸平
- 齋藤至 - 和泉宗兵
- 三船入道 - 岸祐二
- 柘植竜二 - 進藤学
- ケン・レンドール - アイル・シオザキ

### その他
- 越前南次郎 - 松山鷹志

### テニミュボーイズ
The First Stage
- 飯島康平
- 小黒直樹
- 中西智也
- 福冨玄刀
- 古田伊吹
- 持田悠生[注 3]
- 山野光
- 吉川康太

The Second Stage
- 石神秀都
- 大西敦之
- 栗原樹
- 松田裕[注 4]
- 古田伊吹[注 5]

The Third Stage
- 大久保銀河
- 坂田大夢
- 内藤光佑
- 西岡諒佑

The Fourth Stage
- 安宅波颯
- 内藤光佑
- 吉開一生

The Fifth Stage
- 明石侑成
- 石川蓮恩
- 耀
- 三橋優樹

### テニミュキッズ
The Fifth Stage
- トレヴァー ハルバーソン
- ローフト ハンス芳雄
- デュバル逢鈴
- ライアン マックス

## 主なスタッフ
- 主催 - 新テニミュ製作委員会
- 脚本・演出 - 上島雪夫
- 音楽 - 兼松衆
- 作詞 - 三ツ矢雄二
- 振付 - 上島雪夫／井餘田修

## ディスコグラフィー

### 公演DVD&Blu-ray
| タイトル                                          | 発売日        | 規格品番   | 規格品番   |
| タイトル                                          | 発売日        | BD         | DVD        |
| ------------------------------------------------- | ------------- | ---------- | ---------- |
| ミュージカル『新テニスの王子様』 The First Stage  | 2021年6月30日 | MJBD-40230 | MJBD-72376 |
| ミュージカル『新テニスの王子様』 The Second Stage | 2022年6月29日 | MJBD-40253 | MJBD-72396 |
| ミュージカル『新テニスの王子様』 The Third Stage  | 2024年3月14日 | MJBD-40265 | MJBD-72406 |
| ミュージカル『新テニスの王子様』 The Forth Stage  | 2025年2月8日  | MJBD-40276 | MJBD-72412 |